# Journal of Power Sources
Das Journal of Power Sources ist eine begutachtete wissenschaftliche Fachzeitschrift, die seit 1976 von Elsevier herausgegeben wird. Seit 2015 ist Stefano Passerini Chefredakteur.
Die Zeitschrift publiziert Arbeiten, die sich mit der elektrochemischen Energiegewinnung beschäftigen. Schwerpunktmäßig befasst sich das Journal mit Batterien, Akkumulatoren, Brennstoffzellen, Superkondensator und Photozellen, es werden aber auch Arbeiten veröffentlicht, die sich mit Forschung, Entwicklung oder Anwendung von Nanomaterialien befassen.
Der Impact Factor lag im Jahr 2020 bei 9.127, der fünfjährige Impact Factor bei 8,096. Damit lag das Journal beim Impact Factor auf Rang 13 von insgesamt 114 in der Kategorie „Energie und Treibstoffe“ gelisteten wissenschaftlichen Zeitschriften, auf Rang 4 von 29 Zeitschriften in der Kategorie „Elektrochemie“, auf Rang 28 von 162 Zeitschriften in der Kategorie „physikalische Chemie“, und auf Rang 45 von 334 Zeitschriften in der Kategorie „multidisziplinäre Materialwissenschaften“.